# Elia Piazzano
Elia Piazzano (Balzola, 28 aprile 1912 – ...) è stato un calciatore italiano, di ruolo centrocampista.

## Carriera
Giocò in Serie A con la Pro Vercelli.